# Jacques Béranger
Pour les articles homonymes, voir Béranger.
Jacques Béranger, né le 18 janvier 1896 à Mézières et mort le 20 février 1975 à Lausanne, est un acteur, metteur en scène et directeur de théâtre vaudois.

## Biographie
Jacques Béranger, élève de l'École nouvelle à Lausanne, licencié HEC de l'Université de Lausanne, s'associe à Jean Hervé de la Comédie-Française pour se lancer dès 1920 dans une carrière d'administrateur de tournées théâtrales, à Paris d'abord, puis à Lausanne dès 1923.
Acteur et metteur en scène au Théâtre du Jorat, Jacques Béranger est, avec Philippe Amiguet, le producteur du premier film suisse Le pauvre village de Jean Hervé (1921).
Directeur du Théâtre municipal de Lausanne de 1928 à 1959, avant d'être, de 1959 à 1975, le représentant en Suisse des Galas Karsenty-Herbert, Jacques Béranger est également rédacteur de la Revue suisse du cinéma (1923-1924). Il gère le cinéma de Bourg de 1926 à 1929 à Lausanne. Jacques Béranger rencontre Barnabé qu'il persuade de reprendre la suite de la défunte Revue de Lausanne. La passion de Barnabé pour la musique et les spectacles musicaux ne résiste pas à cette proposition, en 1967, il reprend la Revue à Servion.
Zofingien, Ami de Belles-Lettres, Jacques Béranger décède le 20 février 1975 à Lausanne.